# Zinedine Ferhat
Zinedine Ferhat (Bordj Menaïel, 1 de marzo de 1993) es un futbolista argelino. Juega de centrocampista y se encuentra sin equipo. Es internacional absoluto con la selección de Argelia desde 2014.

## Trayectoria

### USM Alger
Debutó profesionalmente el 19 de noviembre de 2011 con el USM Alger en el encuentro contra el JS Kabylie. Se afianzó en el equipo en su segunda temporada, donde jugó 30 encuentros y anotó dos goles y consiguió la Copa de Argelia y la Copa de Clubes de la UAFA 2012-13, además de ser nombrado jugador joven de la liga de Argelia.
El año 2015 del jugador estuvo marcado por las lesiones, ese año logró llegar a la final de la Liga de Campeones de la CAF 2015 en la que su club perdió por 4-1 ante el Tout Puissant Mazembe. En su último año, logró conseguir su segundo título de la Première Division de Argelia.

### Francia
El 13 de junio de 2016 fichó por tres años por el Le Havre A. C. Debutó el 29 de julio contra el U. S. Orléans en la Ligue 2.
Ferhat terminó la temporada 2017-18 de la Ligue 2 como máximo asistidor con 20 pases de gol.
El 3 de julio de 2019 fichó por el Nîmes Olympique luego de que su contrato con el Le Havre terminara.

### Turquía
El 22 de julio de 2022 aterrizó en el fútbol turco después de firmar por dos años con el Alanyaspor. Tras el primero de ellos, en el que marcó dos goles en los 25 partidos que jugó, regresó a Francia para jugar en el Angers S. C. O. hasta 2025. Llegado ese momento, después de haber jugado 55 partidos durante esas dos campañas, quedó libre.

## Selección nacional
Ferhat fue internacional juvenil con la selección de Argelia. Representó a Argelia sub-20 en el Campeonato sub-20 de la UNAF en los años 2010 y 2012.
Formó parte del plantel que disputó el Campeonato Juvenil Africano de 2013. Argelia, sin embargo, no logró pasar la fase de grupos.
El 25 de mayo de 2013 debutó con la selección adulta de Argelia en la victoria por 1-0 sobre Mauritania en un encuentro amistoso.
En noviembre de 2015 jugó la Copa Africana de Naciones Sub-23 de 2015 con la selección de Argelia sub-23.

## Estadísticas
Actualizado al último partido disputado el 4 de mayo de 2025.
| Club | Div.          | Temporada     | Liga(1) | Liga(1) | Copas nacionales(2) | Copas nacionales(2) | Copas internacionales(3) | Copas internacionales(3) | Total | Total |
| Club | Div.          | Temporada     | Part.   | Goles   | Part.               | Goles               | Part.                    | Goles                    | Part. | Goles |
| --- | ------------- | ------------- | ------- | ------- | ------------------- | ------------------- | ------------------------ | ------------------------ | ----- | ----- |
| USM Alger Argelia | 1.ª           | 2011-12       | 17      | 0       | 3                   | 0                   | ―                        | ―                        | 20    | 0     |
| USM Alger Argelia | 1.ª           | 2012-13       | 21      | 1       | 5                   | 1                   | 2                        | 0                        | 28    | 2     |
| USM Alger Argelia | 1.ª           | 2013-14       | 29      | 5       | 2                   | 0                   | ―                        | ―                        | 31    | 5     |
| USM Alger Argelia | 1.ª           | 2014-15       | 19      | 1       | 3                   | 0                   | 3                        | 0                        | 25    | 1     |
| USM Alger Argelia | 1.ª           | 2015-16       | 20      | 0       | 0                   | 0                   | 8                        | 0                        | 28    | 0     |
| USM Alger Argelia | Total club    | Total club    | 106     | 7       | 13                  | 1                   | 13                       | 0                        | 132   | 8     |
| Le Havre A. C. Francia | 2.ª           | 2016-17       | 34      | 3       | 4                   | 0                   | ―                        | ―                        | 38    | 3     |
| Le Havre A. C. Francia | 2.ª           | 2017-18       | 37      | 4       | 2                   | 1                   | ―                        | ―                        | 39    | 5     |
| Le Havre A. C. Francia | 2.ª           | 2018-19       | 35      | 5       | 8                   | 0                   | ―                        | ―                        | 43    | 5     |
| Le Havre A. C. Francia | Total club    | Total club    | 106     | 12      | 14                  | 1                   | 0                        | 0                        | 120   | 13    |
| Nîmes Olympique Francia | 1.ª           | 2019-20       | 26      | 3       | 2                   | 0                   | ―                        | ―                        | 28    | 3     |
| Nîmes Olympique Francia | 1.ª           | 2020-21       | 33      | 6       | 0                   | 0                   | ―                        | ―                        | 33    | 6     |
| Nîmes Olympique Francia | 2.ª           | 2021-22       | 14      | 0       | 0                   | 0                   | ―                        | ―                        | 14    | 0     |
| Nîmes Olympique Francia | Total club    | Total club    | 73      | 9       | 2                   | 0                   | 0                        | 0                        | 75    | 9     |
| Alanyaspor Turquía | 1.ª           | 2022-23       | 23      | 1       | 2                   | 1                   | ―                        | ―                        | 25    | 2     |
| Alanyaspor Turquía | Total club    | Total club    | 23      | 1       | 2                   | 1                   | 0                        | 0                        | 25    | 2     |
| Angers S. C. O. Francia | 2.ª           | 2023-24       | 25      | 2       | 2                   | 0                   | ―                        | ―                        | 27    | 2     |
| Angers S. C. O. Francia | 1.ª           | 2024-25       | 24      | 2       | 4                   | 0                   | ―                        | ―                        | 28    | 2     |
| Angers S. C. O. Francia | Total club    | Total club    | 49      | 4       | 6                   | 0                   | 0                        | 0                        | 55    | 4     |
| Total carrera | Total carrera | Total carrera | 357     | 33      | 37                  | 3                   | 13                       | 0                        | 407   | 36    |
| (1) Incluye datos de los playoffs de la Ligue 2 2017-18. (2) Incluye datos de la Copa de Argelia (2011-2016), la Supercopa de Argelia (2013-2014), la Copa de la Liga de Francia (2016-2020) y la Copa de Francia (2016-2020) (3) Incluye datos de la Copa de Clubes de la UAFA (2012-13), la Copa Confederación de la CAF (2013) y la Liga de Campeones de la CAF (2015, 2016) |               |               |         |         |                     |                     |                          |                          |       |       |

## Palmarés

### Títulos nacionales
| Título               | Club      | País    | Año     |
| -------------------- | --------- | ------- | ------- |
| Copa de Argelia      | USM Alger | Argelia | 2012-13 |
| Ligue 1              | USM Alger | Argelia | 2013-14 |
| Supercopa de Argelia | USM Alger | Argelia | 2014    |
| Ligue 1              | USM Alger | Argelia | 2015-16 |

### Títulos internacionales
| Título                  | Club      | País | Año     |
| ----------------------- | --------- | ---- | ------- |
| Liga Árabe de Campeones | USM Alger | UAFA | 2012-13 |